# Sahana
Sahana je open source software pro zvládnutí rozsáhlých přírodních katastrof, efektivní nástroj pro správu zdrojů, pohřešovaných osob, dobrovolníků, popisu situace a mnoha dalších funkcí. Jedná se o webově orientovaný nástroj pro společnou koordinaci během katastrof jako jsou povodně, tsunami, atd…